# Tienda Inglesa
Tienda Inglesa es una importante cadena de supermercados de Uruguay fundada en 1869 en el barrio Ciudad Vieja en Montevideo. Actualmente cuenta con sucursales en Montevideo, Canelones y Maldonado. También es propietaria de la cadena de supermercados Red Expres en Uruguay. 

## Historia
En 1869 John Pelvis Henderson, inmigrante inglés, junto con sus socios Marcos Pintos, Walter C. Amy y David Robertson crean una tienda de ventas por departamento.
La primera sede de Tienda Inglesa estaba ubicada en la Ciudad Vieja de Montevideo, sobre la calle Cámaras (hoy Juan Carlos Gómez) a pocos metros del Bulevar Sarandí (hoy una peatonal). Dicho edificio contaba de cinco pisos y cuatro ascensores en el cual se comercializaban productos mayoritariamente importados de París y Londres, capitales de la moda en aquella época. En 1950, la tienda instalaría la primera escalera mecánica de Uruguay. Con el paso de los años Tienda Inglesa comenzaría a incursionar hacia la venta de comestibles y al negocio minorista.
En 1963, la empresa inauguró dos sucursales en Portones y en Arocena. Luego continuó su expansión a La Unión en 1971, Pocitos en 1973, Parque Posadas en 1976, Montevideo Shopping en 1985, Lagomar en 1989, Propios en 1997, Punta Shopping en 1997, Atlántida en 2001, La Barra en 2017, Car One Solymar en 2021, sucursales de Garibaldi, Bulevar Artigas, 18 de Julio y Atlántico Shopping en 2023.
En la mayoría de sucursales cuenta con servicios adicionales tales como agencia de pagos e impresión de fotografías (y anteriormente videoclub). Desde hace unos años tiene una inmobiliaria en Punta del Este. En 2001 creó la sucursal virtual, en internet y consiste en un servicio por internet que permite llevar los pedidos al domicilio del cliente en cualquier lugar del país o del mundo. La marca se ha expandido con Tienda Inglesa Viajes, su propia agencia de viajes.
En febrero de 2016 Robin Henderson (bisnieto de John Henderson) anunció que dejaría de ser el director de la empresa para formar parte del directorio, esto debido a que no tiene herederos interesados en la compañía y negocio familiar.
En mayo de 2016, Tienda Inglesa pasó a manos de grupo estadounidense en un 90 % del paquete accionario, mientras que el 10 % restante es conservado por un miembro de la familia Henderson. Desde 2017 su gerente General es Manuel Parada, y cuenta con un total 4.500 empleados.
A partir del 2023, Tienda inglesa compró la cadena de supermercados uruguaya Red Expres, cuya red expande la presencia de Tienda Inglesa a zonas del interior, controlando y gestionando todas las sucursales.También abrió varias sucursales en la capital, en la calle Garibaldi, en Bulevar Artigas, en la calle Libertad Y otra sucursal en 18 de julio.

## Sucursales

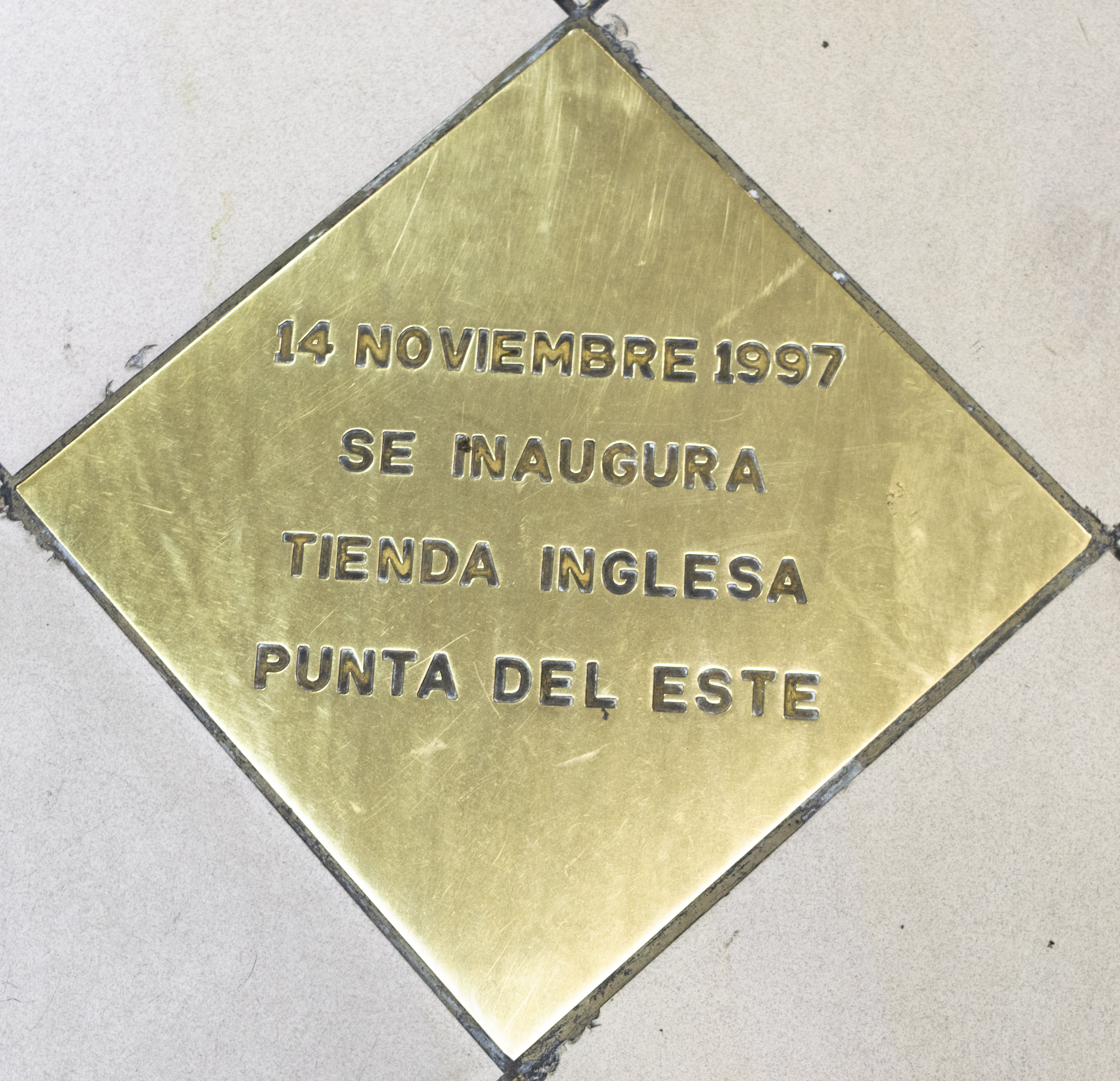
Tienda Inglesa en Punta Shopping.

Tienda Inglesa tiene un total de veinte sucursales. De estas, diecinueve se encuentran en Uruguay y una en Estados Unidos.
| N.º        | Sucursales                      | Ubicación           |
| Montevideo | Montevideo                      | Montevideo          |
| ---------- | ------------------------------- | ------------------- |
| 1          | Central                         | Carrasco            |
| 2          | Arocena                         | Carrasco            |
| 3          | Posadas                         | Aires Puros         |
| 4          | Propios                         | Jacinto Vera        |
| 5          | Montevideo Shopping             | Montevideo Shopping |
| 6          | Benito Blanco                   | Pocitos             |
| 7          | Libertad                        | Pocitos             |
| 8          | Arenal Grande                   | Córdon              |
| 9          | 18 de Julio, esquina Tacuarembó | Córdon              |
| 10         | Unión                           | La Unión            |
| 11         | Garibaldi y Bulevar Artigas     | La Blanqueada       |
| 12         | Bulevar Artigas y Rivera        | Cordón              |
| Canelones  |                                 |                     |
| 12         | Car One[9]                      | Ciudad de la Costa  |
| 13         | Lagomar                         | Ciudad de la Costa  |
| 4          | Atlántida                       | Atlántida           |
| Maldonado  |                                 |                     |
| 5          | Punta Shopping                  | Punta del Este      |
| 6          | La Barra                        | La Barra            |
| 7          | Atlántico Shopping              | Maldonado           |
| 8          | Solanas                         | Solanas             |
| 9          | Surfside                        | Punta del Este      |